# Damien Lewis
Damien Stephon Lewis Sr. (Biloxi, 21 marzo 1997) è un giocatore di football americano statunitense che milita nel ruolo di offensive guard per i Carolina Panthers della National Football League (NFL).

## Carriera

### Seattle Seahawks
Lewis al college giocò a football con il Northwest Mississippi Community College (2016-2017) e a LSU, con cui vinse il campionato NCAA nel 2019. Fu scelto nel corso del terzo giro (69º assoluto) del Draft NFL 2020 dai Seattle Seahawks. Debuttò come professionista partendo come titolare nella gara del primo turno vinta contro gli Atlanta Falcons per 38-25. A fine stagione fu inserito nella formazione ideale dei rookie dalla Pro Football Writers Association dopo avere disputato tutte le 16 partite come titolare.

### Carolina Panthers
Il 12 marzo 2024 Lewis firmò con i Carolina Panthers un contratto quadriennale del valore di 53 milioni di dollari.

## Palmarès
- PFWA All-Rookie Team - 2020